# Coffee Lake
Coffee Lake és el nom en clau d'Intel per a la seva família de microprocessadors Core de vuitena generació, anunciat el 25 de setembre de 2017. Es fabrica amb el segon refinament d'Intel del node de procés 14 nm. Els processadors d'escriptori Coffee Lake van introduir CPU i5 i i7 amb sis nuclis (juntament amb hyperthreading en el cas d'aquest últim) i CPU Core i3 amb quatre nuclis i sense hyperthreading.
El 8 d'octubre de 2018, Intel va anunciar el que va marcar la seva novena generació de processadors Core, la família Coffee Lake Refresh. Per evitar problemes tèrmics a altes velocitats de rellotge, Intel va soldar el difusor de calor integrat (IHS) a la matriu de la CPU en lloc d'utilitzar pasta tèrmica com als processadors Coffee Lake. La generació es va definir per un altre augment del nombre de nuclis.
Coffee Lake s'utilitza amb el chipset de la sèrie 300 i oficialment no funciona amb les plaques base del chipset de la sèrie 100 i 200. Tot i que els processadors Coffee Lake d'escriptori utilitzen el mateix sòcol físic LGA 1151 que Skylake i Kaby Lake, el pinout és elèctricament incompatible amb aquests processadors i plaques base més antics.
El 2 d'abril de 2018, Intel va llançar processadors addicionals d'escriptori Core i3, i5, i7, Pentium Gold, Celeron, les primeres CPU mòbils Core i7 i i9 de sis nuclis, CPU mòbils Core i5 de quatre nuclis hiper-filades i el primer Coffee. CPU Lake ultra-potència amb gràfics Intel Iris Plus.
El 8 de juny de 2018, per commemorar el 40è aniversari de l'arquitectura de la CPU Intel 8086, Intel va llançar l'i7-8086K com a CPU d'edició limitada, un lot renumerat i lleugerament superior de les matrius i7-8700K.

## Història
El desenvolupament de Coffee Lake va ser liderat per l'equip de disseny de processadors d'Intel Israel a Haifa, Israel, com a optimització de Kaby Lake. Intel va llançar per primera vegada els seus processadors de la família Intel Core de vuitena generació l'agost de 2017. Tot i que amb el llançament del nou processador Intel Core i9 de vuitena generació el 2018, Intel va dir que seria el processador per a portàtils de més alt rendiment que Intel ha construït mai.

El processador Coffee Lake die d'un i7-8700K amb 6 nuclis

## Característiques
Les CPU Coffee Lake es construeixen utilitzant el segon refinament del procés de 14 nm d'Intel (14 nm++). Compta amb un pas més gran de la porta del transistor per a una menor densitat de corrent i transistors de fuites més alts que permeten una potència màxima més alta i una freqüència més alta a costa de l'àrea de matriu i la potència inactiva.
Coffee Lake marca un canvi en el nombre de nuclis per als processadors d'escriptori principals d'Intel, la primera actualització d'aquest tipus durant els deu anys d'història anterior de les CPU Intel Core. A la vuitena generació, les CPU i7 d'escriptori convencionals inclouen sis nuclis hiperprocés, les CPU i5 inclouen sis nuclis d'un sol fil i les CPU i3 inclouen quatre nuclis d'un sol fil.

## Xipsets
Els chipsets de la sèrie 300, tot i que utilitzen un sòcol LGA 1151 físicament idèntic als chipsets de les sèries 100 i 200, són oficialment només compatibles amb les CPU Coffee Lake, el que significa que les plaques base més antigues no admeten oficialment els processadors Coffee Lake i les sèries 300. les plaques base no admeten oficialment els processadors Skylake o Kaby Lake.
L'entusiasta Z370 (un Z270 rebrandat), llançat juntament amb les primeres CPU de Coffee Lake l'octubre de 2017, va ser l'únic chipset compatible amb aquestes CPU principals. Quan l'abril de 2018 es va revelar la línia completa de CPU, va anar acompanyada dels xips H310, B360, H370 i Q370 de gamma baixa per a usuaris domèstics i empresarials. El chipset Z390 es va llançar juntament amb el llançament de les CPU de 9a generació, compatibles amb totes les parts d'escriptori principals de 8a i 9a generació. Més tard es va afegir un chipset B365.